# Orticina
Dans le monde de la tauromachie, la Orticina est une passe de cape dérivée de la chicuelina. Elle a été créée par le matador mexicain Pepe Ortiz, déjà créateur de la chicuelina que Chicuelo avait intégré à son répertoire et à son nom au point qu'elle lui a été attribuée au détriment de Pepe Ortiz.

## Description
L'Orticina est une moyenne entre la chicuelina corrida (chicuelina marchée) la chicuelina normale. Elle s'exécute plus lentement. Le torero pivote graduellement en s'éloignant du taureau au lieu de virer sur place. Il effectue néanmoins un mouvement de rotation complet sur lui-même tandis que l'animal se retourne. Les deux vont se retrouver ainsi face à face mais éloignés l'un de l'autre.